# Malaysia Super Series 2009
Die Malaysia Super Series 2009 waren das Eröffnungsturnier der BWF Super Series 2009 im Badminton. Es wurde in Kuala Lumpur, der Hauptstadt Malaysias, vom 6. Januar bis zum 11. Januar 2009 ausgetragen.

## Austragungsort
- Stadium Putra

## Sieger und Platzierte
| Disziplin    | Gold                          | Silber                         | Bronze                                      |
| ------------ | ----------------------------- | ------------------------------ | ------------------------------------------- |
| Herreneinzel | Lee Chong Wei                 | Park Sung-hwan                 | Peter Gade                                  |
| Herreneinzel | Lee Chong Wei                 | Park Sung-hwan                 | Hsieh Yu-hsing                              |
| Dameneinzel  | Tine Rasmussen                | Zhou Mi                        | Wang Chen                                   |
| Dameneinzel  | Tine Rasmussen                | Zhou Mi                        | Pi Hongyan                                  |
| Herrendoppel | Jung Jae-sung Lee Yong-dae    | Alvent Yulianto Hendra Gunawan | Markis Kido Hendra Setiawan                 |
| Herrendoppel | Jung Jae-sung Lee Yong-dae    | Alvent Yulianto Hendra Gunawan | Anthony Clark Nathan Robertson              |
| Damendoppel  | Lee Hyo-jung Lee Kyung-won    | Yang Wei Zhang Jiewen          | Cheng Wen-hsing Chien Yu-chin               |
| Damendoppel  | Lee Hyo-jung Lee Kyung-won    | Yang Wei Zhang Jiewen          | Shendy Puspa Irawati Meiliana Jauhari       |
| Mixed        | Nova Widianto Liliyana Natsir | Lee Yong-dae Lee Hyo-jung      | Sudket Prapakamol Saralee Thungthongkam     |
| Mixed        | Nova Widianto Liliyana Natsir | Lee Yong-dae Lee Hyo-jung      | Joachim Fischer Nielsen Christinna Pedersen |

## Finalergebnisse
| Disziplin    | Sieger                        | Finalist                       | Ergebnis            |
| ------------ | ----------------------------- | ------------------------------ | ------------------- |
| Herreneinzel | Lee Chong Wei                 | Park Sung-hwan                 | 21–14, 21–13        |
| Dameneinzel  | Tine Rasmussen                | Zhou Mi                        | 21–16, 21–18        |
| Herrendoppel | Jung Jae-sung Lee Yong-dae    | Alvent Yulianto Hendra Gunawan | 18-12, 21–14, 21–14 |
| Damendoppel  | Lee Hyo-jung Lee Kyung-won    | Yang Wei Zhang Jiewen          | 21–15, 21–12        |
| Mixed        | Nova Widianto Liliyana Natsir | Lee Yong-dae Lee Hyo-jung      | 21–14, 21–19        |

## Ergebnisse

### Herreneinzel
- Lee Chong Wei –  Andre Kurniawan Tedjono: 21-17 / 21-18
- Nguyễn Tiến Minh –  Hong Ji-hoon: 21-9 / 21-16
- Simon Santoso –  Arvind Bhat: 21-15 / 21-12
- Muhammad Hafiz Hashim –  Sho Sasaki: 21-13 / 19-21 / 22-20
- Peter Gade –  Kashyap Parupalli: 21-9 / 14-21 / 21-12
- Chetan Anand –  Bobby Milroy: 21-10 / 21-12
- Daren Liew –  Boonsak Ponsana: 24-22 / 19-21 / 21-17
- Hsueh Hsuan-yi –  Anand Pawar: 25-27 / 21-16 / 21-19
- Kuan Beng Hong –  Ng Wei: 21-11 / 21-16
- Park Sung-hwan –  Kenichi Tago: 21-19 / 21-13
- Dicky Palyama –  Andrew Smith: 21-14 / 23-21
- Chan Yan Kit –  Chong Wei Feng: 21-17 / 21-12
- Hsieh Yu-hsing –  Lee Tsuen Seng: 21-10 / 21-12
- Przemysław Wacha –  Sairul Amar Ayob: 21-10 / 15-21 / 21-16
- Anup Sridhar –  Roslin Hashim: 21-17 / 21-14
- Sony Dwi Kuncoro –  Wong Choong Hann: 21-16 / 21-16
- Lee Chong Wei –  Nguyễn Tiến Minh: 21-9 / 18-21 / 21-7
- Simon Santoso –  Muhammad Hafiz Hashim: 21-5 / 21-10
- Peter Gade –  Chetan Anand: 21-7 / 21-8
- Daren Liew –  Hsueh Hsuan-yi: 21-14 / 21-12
- Park Sung-hwan –  Kuan Beng Hong: 21-23 / 21-17 / 15-3 Ret.
- Chan Yan Kit –  Dicky Palyama: 21-10 / 21-17
- Hsieh Yu-hsing –  Przemysław Wacha: 6-21 / 21-10 / 21-12
- Sony Dwi Kuncoro –  Anup Sridhar: 21-12 / 21-18
- Lee Chong Wei –  Simon Santoso: 21-15 / 16-21 / 21-11
- Peter Gade –  Daren Liew: 21-12 / 21-14
- Park Sung-hwan –  Chan Yan Kit: 21-16 / 21-9
- Hsieh Yu-hsing –  Sony Dwi Kuncoro: 21-15 / 22-20
- Lee Chong Wei –  Peter Gade: 24-26 / 21-17 / 21-13
- Park Sung-hwan –  Hsieh Yu-hsing: 21-13 / 21-14
- Lee Chong Wei –  Park Sung-hwan: 21-14 / 21-13

### Dameneinzel Qualifikation
- Yang Li Lian –  Ng Sin Er: 21-18 / 21-14
- Swee Wenn Ooi –  Sin Zou Ng: 21-6 / 21-16
- Liu I-chun –  Florah Ng Sew Fong: 21-8 / 16-21 / 21-11
- Sonia Cheah Su Ya –  Yang Li Lian: 21-13 / 21-14
- Zhang Beiwen –  Tee Jing Yi: 21-16 / 22-20
- Chiang Ying-li –  Swee Wenn Ooi: 21-16 / 21-17

### Dameneinzel
- Zhou Mi –  Fu Mingtian: 21-11 / 21-9
- Salakjit Ponsana –  Porntip Buranaprasertsuk: 13-21 / 21-9 / 21-10
- Petya Nedelcheva –  Sannatasah Saniru: 21-14 / 21-8
- Julia Wong Pei Xian –  Lê Ngọc Nguyên Nhung: 21-17 / 21-16
- Pi Hongyan –  Bae Yeon-ju: 21-12 / 21-16
- Adriyanti Firdasari –  Megumi Taruno: 21-8 / 21-13
- Saina Nehwal –  Nicole Grether: 21-15 / 21-8
- Chen Hsiao-huan –  Chen Shih-ying: 21-18 / 21-15
- Lydia Cheah Li Ya –  Sonia Cheah Su Ya: 21-17 / 21-15
- Yip Pui Yin –  Liu I-chun: 21-9 / 21-17
- Eriko Hirose –  Ai Goto: 21-18 / 15-21 / 21-16
- Wang Chen –  Aditi Mutatkar: 17-21 / 21-18 / 21-19
- Zhang Beiwen –  Chiang Ying-li: 21-12 / 21-14
- Pia Zebadiah –  Chen Jiayuan: 21-14 / 21-18
- Hwang Hye-youn –  Charmaine Reid: 21-5 / 21-11
- Tine Baun –  Xing Aiying: 21-18 / 21-17
- Zhou Mi –  Salakjit Ponsana: 21-13 / 17-21 / 21-6
- Julia Wong Pei Xian –  Petya Nedelcheva: 19-21 / 21-16 / 21-10
- Pi Hongyan –  Adriyanti Firdasari: 21-17 / 21-18
- Saina Nehwal –  Chen Hsiao-huan: 21-16 / 19-21 / 21-19
- Lydia Cheah Li Ya –  Yip Pui Yin: 21-15 / 21-17
- Wang Chen –  Eriko Hirose: 21-15 / 21-11
- Zhang Beiwen –  Pia Zebadiah: 21-8 / 21-14
- Tine Baun –  Hwang Hye-youn: 21-15 / 20-22 / 21-19
- Zhou Mi –  Julia Wong Pei Xian: 21-18 / 21-14
- Pi Hongyan –  Saina Nehwal: 21-17 / 24-26 / 21-16
- Wang Chen –  Lydia Cheah Li Ya: 21-15 / 21-10
- Tine Baun –  Zhang Beiwen: 21-12 / 21-12
- Zhou Mi –  Pi Hongyan: 21-16 / 21-18
- Tine Baun –  Wang Chen: 21-15 / 17-21 / 21-12
- Tine Baun –  Zhou Mi: 21-17 / 15-21 / 21-16

## Ergebnisse

### Herrendoppel Qualifikation
- Rupesh Kumar /  Sanave Thomas –  Ow Yao Han /  Hong Kheng Yew: 21-16 / 21-14
- Chooi Kah Ming /  Zheng Lin Pang –  Sze Onn Goh /  Tan Wee Tat: 21-12 / 18-21 / 21-16
- Chen Hung-ling /  Lin Yu-lang –  Chen Chung-jen /  Huang Po-yi: 21-16 / 21-15
- Rasmus Bonde /  Mikkel Delbo Larsen –  Muhd Syawal Mohd Ismail /  Iskandar Zulkarnain Zainuddin: 21-12 / 21-19
- Mohd Lutfi Zaim Abdul Khalid /  Teo Kok Siang –  Vountus Indra Mawan /  Ong Soon Hock: 21-15 / 17-21 / 21-18
- Kok Leong Au /  Ying Jin Goh –  Jian Hao Goh /  Kam Chung Kuan: 26-24 / 21-19
- Hendri Kurniawan Saputra /  Hendra Wijaya –  Win Hwi Lau /  Choong Yee Yeoh: 21-10 / 21-13
- Hong Chieng Hun /  Ng Kean Kok –  Shih Kuei-chun /  Kuo Ting Hao: 21-12 / 21-10
- Rupesh Kumar /  Sanave Thomas –  Chooi Kah Ming /  Zheng Lin Pang: 22-20 / 21-19
- Chen Hung-ling /  Lin Yu-lang –  Rasmus Bonde /  Mikkel Delbo Larsen: 21-16 / 21-8
- Mohd Lutfi Zaim Abdul Khalid /  Teo Kok Siang –  Kok Leong Au /  Ying Jin Goh: 21-12 / 21-17
- Hendri Kurniawan Saputra /  Hendra Wijaya –  Hong Chieng Hun /  Ng Kean Kok: 10-21 / 21-18 / 21-15

### Herrendoppel
- Markis Kido /  Hendra Setiawan –  Hendri Kurniawan Saputra /  Hendra Wijaya: 16-21 / 21-11 / 21-15
- Hoon Thien How /  Lim Khim Wah –  Fernando Kurniawan /  Lingga Lie: 21-17 / 12-21 / 21-15
- Gan Teik Chai /  Tan Bin Shen –  Chan Chong Ming /  Chew Choon Eng: 21-15 / 21-17
- Luluk Hadiyanto /  Candra Wijaya –  Mohammad Ahsan /  Bona Septano: 21-17 / 21-18
- Alvent Yulianto /  Hendra Gunawan –  Chung Chiat Khoo /  Ong Jian Guo: 21-12 / 21-18
- Michał Łogosz /  Robert Mateusiak –  Rupesh Kumar /  Sanave Thomas: 21-9 / 21-17
- Cho Gun-woo /  Yoo Yeon-seong –  Shintaro Ikeda /  Shuichi Sakamoto: 21-14 / 20-22 / 21-13
- Kenichi Hayakawa /  Kenta Kazuno –  Richard Eidestedt /  Andrew Ellis: 21-17 / 21-8
- Fang Chieh-min /  Lee Sheng-mu –  Chen Hung-ling /  Lin Yu-lang: 21-15 / 21-15
- Anthony Clark /  Nathan Robertson –  Choong Tan Fook /  Lee Wan Wah: 22-20 / 21-19
- Ko Sung-hyun /  Kwon Yi-goo –  Rendra Wijaya /  Joko Riyadi: 21-12 / 18-21 / 21-15
- Lars Paaske /  Jonas Rasmussen –  Mak Hee Chun /  Tan Wee Kiong: 21-18 / 19-21 / 21-16
- Razif Abdul Latif /  Chan Peng Soon –  Goh V Shem /  Lin Woon Fui: 21-10 / 21-19
- Koo Kien Keat /  Tan Boon Heong –  Mohd Lutfi Zaim Abdul Khalid /  Teo Kok Siang: 21-13 / 21-11
- Han Sang-hoon /  Hwang Ji-man –  Chris Adcock /  Robert Blair: 21-14 / 14-21 / 21-17
- Jung Jae-sung /  Lee Yong-dae –  Hu Chung-shien /  Tsai Chia-hsin: 21-17 / 19-21 / 21-11
- Markis Kido /  Hendra Setiawan –  Hoon Thien How /  Lim Khim Wah: 21-17 / 21-18
- Luluk Hadiyanto /  Candra Wijaya –  Gan Teik Chai /  Tan Bin Shen: 21-13 / 21-11
- Alvent Yulianto /  Hendra Gunawan –  Michał Łogosz /  Robert Mateusiak: 21-13 / 14-21 / 21-8
- Cho Gun-woo /  Yoo Yeon-seong –  Kenichi Hayakawa /  Kenta Kazuno: 21-18 / 21-15
- Anthony Clark /  Nathan Robertson –  Fang Chieh-min /  Lee Sheng-mu: 21-18 / 21-16
- Lars Paaske /  Jonas Rasmussen –  Ko Sung-hyun /  Kwon Yi-goo: 21-18 / 21-9
- Koo Kien Keat /  Tan Boon Heong –  Razif Abdul Latif /  Chan Peng Soon: 21-17 / 21-10
- Jung Jae-sung /  Lee Yong-dae –  Han Sang-hoon /  Hwang Ji-man: 21-15 / 21-17
- Markis Kido /  Hendra Setiawan –  Luluk Hadiyanto /  Candra Wijaya: 21-16 / 21-18
- Alvent Yulianto /  Hendra Gunawan –  Cho Gun-woo /  Yoo Yeon-seong: 21-19 / 21-17
- Anthony Clark /  Nathan Robertson –  Lars Paaske /  Jonas Rasmussen: 21-16 / 23-21
- Jung Jae-sung /  Lee Yong-dae –  Koo Kien Keat /  Tan Boon Heong: 21-13 / 17-21 / 21-19
- Alvent Yulianto /  Hendra Gunawan –  Markis Kido /  Hendra Setiawan: 10-21 / 25-23 / 21-10
- Jung Jae-sung /  Lee Yong-dae –  Anthony Clark /  Nathan Robertson: 19-21 / 21-17 / 21-16
- Jung Jae-sung /  Lee Yong-dae –  Alvent Yulianto /  Hendra Gunawan: 18-21 / 21-14 / 21-14

### Damendoppel Qualifikation
- Lai Pei Jing /  Shevon Jemie Lai –  Sonia Cheah Su Ya /  Yang Li Lian: 21-15 / 22-20

### Damendoppel
- Chin Eei Hui /  Wong Pei Tty –  Chiang Ying-li /  Liu I-chun: 21-8 / 21-13
- Petya Nedelcheva /  Mie Schjøtt-Kristensen –  Lai Pei Jing /  Shevon Jemie Lai: 21-8 / 21-10
- Yang Wei /  Zhang Jiewen –  Haw Chiou Hwee /  Lim Pek Siah: 21-8 / 21-16
- Liu Fan Frances /  Vanessa Neo Yu Yan –  Ng Hui Ern /  Boon Hui Ong: 21-18 / 21-14
- Vita Marissa /  Liliyana Natsir –  Chen Hsiao-huan /  Chen Shih-ying: 22-20 / 21-16
- Goh Liu Ying /  Ng Hui Lin –  Hung Shih-chieh /  Wu Fang-chien: 21-10 / 15-21 / 21-13
- Shendy Puspa Irawati /  Meiliana Jauhari –  Zhang Dan /  Zhang Zhibo: 21-16 / 21-14
- Chong Sook Chin /  Woon Khe Wei –  Imogen Bankier /  Donna Kellogg: 21-15 / 21-14
- Helle Nielsen /  Marie Røpke –  Lim Yin Loo /  Marylen Ng Poau Leng: 18-21 / 21-15 / 21-17
- Ha Jung-eun /  Kim Min-jung –  Jenny Wallwork /  Gabrielle Adcock: 21-16 / 21-6
- Chang Hsin-yun /  Chou Chia-chi –  Nurhani Abdul Aziz /  Sin Zou Ng: 21-13 / 21-11
- Lee Hyo-jung /  Lee Kyung-won –  Duanganong Aroonkesorn /  Kunchala Voravichitchaikul: 21-10 / 21-13
- Shinta Mulia Sari /  Yao Lei –  Mizuki Fujii /  Reika Kakiiwa: 21-15 / 21-16
- Gao Ling /  Wei Yili –  Lita Nurlita /  Endang Nursugianti: 21-10 / 21-19
- Nairul Suhaida Abdul Latif /  Amelia Alicia Anscelly –  Florah Ng Sew Fong /  Tee Jing Yi: 21-16 / 21-14
- Cheng Wen-hsing /  Chien Yu-chin –  Nicole Grether /  Charmaine Reid: 21-13 / 21-8
- Chin Eei Hui /  Wong Pei Tty –  Petya Nedelcheva /  Mie Schjøtt-Kristensen: 21-19 / 21-13
- Yang Wei /  Zhang Jiewen –  Liu Fan Frances /  Vanessa Neo Yu Yan: 21-13 / 21-8
- Vita Marissa /  Liliyana Natsir –  Goh Liu Ying /  Ng Hui Lin: 21-14 / 18-21 / 21-15
- Shendy Puspa Irawati /  Meiliana Jauhari –  Chong Sook Chin /  Woon Khe Wei: 21-13 / 18-21 / 21-18
- Ha Jung-eun /  Kim Min-jung –  Helle Nielsen /  Marie Røpke: 21-18 / 21-14
- Lee Hyo-jung /  Lee Kyung-won –  Chang Hsin-yun /  Chou Chia-chi: 21-11 / 21-9
- Gao Ling /  Wei Yili –  Shinta Mulia Sari /  Yao Lei: 21-17 / 21-11
- Cheng Wen-hsing /  Chien Yu-chin –  Nairul Suhaida Abdul Latif /  Amelia Alicia Anscelly: 15-21 / 21-6 / 21-9
- Yang Wei /  Zhang Jiewen –  Chin Eei Hui /  Wong Pei Tty: 17-21 / 21-19 / 21-11
- Shendy Puspa Irawati /  Meiliana Jauhari –  Vita Marissa /  Liliyana Natsir: 21-18 / 24-22
- Lee Hyo-jung /  Lee Kyung-won –  Ha Jung-eun /  Kim Min-jung: 21-12 / 21-11
- Cheng Wen-hsing /  Chien Yu-chin –  Gao Ling /  Wei Yili: 21-13 / 21-13
- Yang Wei /  Zhang Jiewen –  Shendy Puspa Irawati /  Meiliana Jauhari: 21-10 / 21-15
- Lee Hyo-jung /  Lee Kyung-won –  Cheng Wen-hsing /  Chien Yu-chin: 21-13 / 13-21 / 21-10
- Lee Hyo-jung /  Lee Kyung-won –  Yang Wei /  Zhang Jiewen: 21-15 / 21-12

### Mixed Qualifikation
- Ko Sung-hyun /  Ha Jung-eun –  Robert Mateusiak /  Charmaine Reid: 21-13 / 21-18
- Huang Po-yi /  Hung Shih-chieh –  Kuo Ting Hao /  Chiang Ying-li: 21-14 / 21-16
- Hoon Thien How /  Chin Eei Hui –  Candra Wijaya /  Li Yujia: 21-17 / 21-8
- Hendra Wijaya /  Shinta Mulia Sari –  Chen Chung-jen /  Wu Fang-chien: 21-12 / 21-10
- Michał Łogosz /  Nicole Grether –  Ow Yao Han /  Boon Hui Ong: 21-14 / 21-13
- Chan Peng Soon /  Goh Liu Ying –  Ying Jin Goh /  Haw Chiou Hwee: 21-19 / 21-12
- Lin Yu-lang /  Chen Shih-ying –  Shih Kuei-chun /  Chen Hsiao-huan: 21-16 / 21-10
- Mak Hee Chun /  Marylen Ng Poau Leng –  Mohd Lutfi Zaim Abdul Khalid /  Lim Yin Loo: 21-18 / 22-20
- Ko Sung-hyun /  Ha Jung-eun –  Huang Po-yi /  Hung Shih-chieh: 21-12 / 21-12
- Hoon Thien How /  Chin Eei Hui –  Hendra Wijaya /  Shinta Mulia Sari: 21-11 / 23-21
- Chan Peng Soon /  Goh Liu Ying –  Michał Łogosz /  Nicole Grether: 21-17 / 21-18
- Mak Hee Chun /  Marylen Ng Poau Leng –  Lin Yu-lang /  Chen Shih-ying: 21-7 / 21-15

### Mixed
- Nova Widianto /  Liliyana Natsir –  Ko Sung-hyun /  Ha Jung-eun: 21-14 / 21-14
- Devin Lahardi Fitriawan /  Lita Nurlita –  Ong Jian Guo /  Chong Sook Chin: 20-22 / 21-14 / 21-10
- Rasmus Bonde /  Helle Nielsen –  Mikkel Delbo Larsen /  Mie Schjøtt-Kristensen: 21-16 / 21-19
- Chen Hung-ling /  Chou Chia-chi –  Yoo Yeon-seong /  Kim Min-jung: 18-21 / 21-15 / 21-16
- Koo Kien Keat /  Ng Hui Lin –  Anthony Clark /  Donna Kellogg: 21-16 / 17-21 / 21-10
- Valiyaveetil Diju /  Jwala Gutta –  Fang Chieh-min /  Cheng Wen-hsing: 21-17 / 21-15
- Muhammad Rizal /  Vita Marissa –  Fran Kurniawan /  Shendy Puspa Irawati: 12-21 / 21-11 / 21-10
- Joachim Fischer Nielsen /  Christinna Pedersen –  Chris Adcock /  Gabrielle Adcock: 21-11 / 17-21 / 21-12
- Yohan Hadikusumo Wiratama /  Chau Hoi Wah –  Teo Kok Siang /  Amelia Alicia Anscelly: 21-17 / 21-12
- Songphon Anugritayawon /  Kunchala Voravichitchaikul –  Anggun Nugroho /  Endang Nursugianti: 21-11 / 21-12
- Razif Abdul Latif /  Woon Khe Wei –  Hsieh Yu-hsing /  Chien Yu-chin: 21-18 / 19-21 / 21-17
- Sudket Prapakamol /  Saralee Thungthongkam –  Rendra Wijaya /  Meiliana Jauhari: 21-15 / 21-13
- Hoon Thien How /  Chin Eei Hui –  Hendri Kurniawan Saputra /  Yao Lei: 21-19 / 21-17
- Robert Blair /  Imogen Bankier –  Mak Hee Chun /  Marylen Ng Poau Leng: 19-21 / 21-6 / 21-10
- Lim Khim Wah /  Wong Pei Tty –  Chan Peng Soon /  Goh Liu Ying: 21-14 / 21-11
- Lee Yong-dae /  Lee Hyo-jung –  Tan Wee Kiong /  Vivian Hoo Kah Mun: 21-8 / 21-14
- Nova Widianto /  Liliyana Natsir –  Devin Lahardi Fitriawan /  Lita Nurlita: 21-17 / 21-16
- Chen Hung-ling /  Chou Chia-chi –  Rasmus Bonde /  Helle Nielsen: 21-19 / 26-24
- Koo Kien Keat /  Ng Hui Lin –  Valiyaveetil Diju /  Jwala Gutta: 21-18 / 21-14
- Joachim Fischer Nielsen /  Christinna Pedersen –  Muhammad Rizal /  Vita Marissa: 21-14 / 18-21 / 21-18
- Yohan Hadikusumo Wiratama /  Chau Hoi Wah –  Songphon Anugritayawon /  Kunchala Voravichitchaikul: 19-21 / 21-16 / 21-19
- Sudket Prapakamol /  Saralee Thungthongkam –  Razif Abdul Latif /  Woon Khe Wei: 19-21 / 21-19 / 21-19
- Hoon Thien How /  Chin Eei Hui –  Robert Blair /  Imogen Bankier: 21-16 / 21-18
- Lee Yong-dae /  Lee Hyo-jung –  Lim Khim Wah /  Wong Pei Tty: 21-11 / 21-13
- Nova Widianto /  Liliyana Natsir –  Chen Hung-ling /  Chou Chia-chi: 21-18 / 21-11
- Joachim Fischer Nielsen /  Christinna Pedersen –  Koo Kien Keat /  Ng Hui Lin: 21-9 / 21-12
- Sudket Prapakamol /  Saralee Thungthongkam –  Yohan Hadikusumo Wiratama /  Chau Hoi Wah: 21-15 / 21-19
- Lee Yong-dae /  Lee Hyo-jung –  Hoon Thien How /  Chin Eei Hui: 21-8 / 21-12
- Nova Widianto /  Liliyana Natsir –  Joachim Fischer Nielsen /  Christinna Pedersen: 22-20 / 21-18
- Lee Yong-dae /  Lee Hyo-jung –  Sudket Prapakamol /  Saralee Thungthongkam: 21-13 / 21-18
- Nova Widianto /  Liliyana Natsir –  Lee Yong-dae /  Lee Hyo-jung: 21-14 / 21-19